# Punto mediano
Un punto mediano [·] è un piccolo punto usato al posto dello spazio per separare le parole nell'antico latino scritto.
Il punto è centrato verticalmente, ad esempio «DONA·EIS·REQUIEM» e viene perciò chiamato «punto mediano» o «punto centrato» (mid dot in inglese). Oltre alla forma rotonda le iscrizioni talvolta usano come punto mediano un piccolo triangolo equilatero con il vertice in alto o in basso. Questi triangoli possono essere visti nelle iscrizioni create nel XX secolo. Gli antichi greci, all'opposto, non hanno sviluppato il punto mediano; tutte le lettere sono scritte insieme. Quando un'ondata di entusiasmo per tutto ciò che era greco raggiunse l'antica Roma, l'uso del punto mediano sparì, non essendo presumibilmente più alla moda. L'uso degli spazi per la separazione delle parole non comparve che molto dopo, nel periodo tra il 600 e l'800 d.C.
Nell'Unicode il punto mediano ha codifica 0183, 00B7 in esadecimale. L'entità HTML per il punto mediano è &middot;. Vedi anche sotto «Simboli simili».

## Uso nella lingua scritta

### Alfabeto runico
L'alfabeto runico usa il punto mediano per separare le parole.

### Sardo
In lingua sarda, nel caso delle particelle pronominali atone posposte al verbo, per ragioni didattiche (per facilitare l’individuazione delle parti costitutive della frase e quindi l’analisi della stessa), si preferisce la separazione all’agglutinazione, per cui: giughide·bi·nche·lu, leade·bos·nche·lu. Tale soluzione concilia il criterio del mantenimento di un'unica forma delle parole, indipendentemente dalle leggi di fonosintassi, con il legame stretto che esse hanno con il verbo. Si è preferito il punto mediano (che riduce le distanze e dà l’idea di maggior legame) al trattino, usato preferibilmente per le parole composte. Nel caso in cui le medesime particelle siano anteposte, devono essere staccate: bi nche lu giughides, bos nche lu leades.

### Catalano
In lingua catalana, il punt volat (letteralmente: «punto volato») è usato tra due l (l·l) nei casi in cui ciascuna appartiene a sillabe separate (esempio: col·lecció, «collezione»). Questo per distinguere la pronuncia delle vere «doppie-l» da quella della combinazione letterale ll (senza punto mediano) che in catalano sta per il suono rappresentato dal simbolo IPA [ʎ] (ad esempio castellà, castigliano). 
In ortografia, l·l è detto ela geminada («elle geminata») e ll doppia elle. Anche se considerato un errore di sillabazione un punto o un trattino sono frequentemente usati quando il punto mediano è indisponibile: col.lecció o col-lecció. L'Unicode ha una codifica univoca per la lettera Ŀ (U+013F) e ŀ (U+0140), ma non viene molto usata. L'uso del punto elenco (•) è considerato antiestetico.
Nella lingua catalana medioevale il simbolo '·' era spesso usato per alcune elisioni, più o meno come il moderno apostrofo (goril·la, pel·lícula, novel·la, col·lisió, pàl·lida, metàl·lic, il·luminar, tranquil·litat, excel·lent, il·lògic, il·lusió, instal·lar, col·loïdal, il·lícit, il·lustració, al·legoria...)

### Cinese
Il cinese a volte usa il punto mediano per separare le parole. Il segno di separazione è frequentemente usato per separare, nel caso di non cinesi, il nome proprio dal cognome, o indicare gruppi etnici minori in Cina, per esempio, 威廉·莎士比亞 (Weilian·Shashibiya) è la traslitterazione di «William Shakespeare». Il punto mediano cinese viene anche utilizzato per separare titoli e capitoli dei libri quando sono menzionati consecutivamente (con prima il titolo e poi il capitolo).
In cinese il punto mediano è classificato a larghezza intera (fullwidth) per le stampe, ma il punto mediano regolare (·) usato nell'inserimento su computer è visualizzato come fullwidth dai caratteri cinesi. Da notare che, mentre alcuni font possono visualizzare il punto medio giapponese katakana come un quadrato nel caso di un forte ingrandimento, questa non è una proprietà definita del punto medio usato in Cina o in Giappone.
Bernhard Karlgren usò il punto mediano per rappresentare l'occlusiva glottidale sorda nella propria ricostruzione del cinese medievale.

### Georgiano
La lingua georgiana usa [·] (punto mediano) come una virgola.

### Giapponese
I punti mediani vengono spesso usati per separare le parole di frasi straniere traslitterate, scritte in katakana. Per esempio, Can't Buy Me Love diventa 「キャント・バイ・ミー・ラヴ」 (Kyanto·bai·mii·rabu).
Comunque il sistema di scrittura giapponese solitamente non utilizza spazi o punteggiatura per separare le parole, in quanto sono già distinguibili grazie all'alternanza di hiragana, kanji e katakana.
Nella tipografia giapponese il «punto mediano katakana» (come viene denominato dal Consorzio Unicode) ha una precisa larghezza.

### Greco antico
Anche l'ἄνω στιγµή áno stigmé in greco (letteralmente "punto in alto"; ha il significato sia del punto e virgola che dei due punti) è rappresentato con il punto mediano. Anche se l'Unicode fornisce una codifica univoca per esso (U+0387), la U+00B7 viene preferita.

### Greco moderno
Nella lingua neogreca, il punto mediano ha la funzione di punto e virgola, il quale, invece, sostituisce il punto interrogativo.

### Inglese
Nella tipografia inglese, il punto mediano è chiamato interpunct o mid dot.
In alcuni software di videoscrittura, il punto mediano viene usato per indicare l'hard space o il carattere spazio.

### Latino
Il punto mediano veniva usato regolarmente fin dalla nascita del latino, ma venne poi sostituito dallo spazio.

### Occitano
In occitano, in particolare in dialetto guascone il punt interior (letteralmente: «punto interiore») è usato per distinguere i seguenti grafemi:
- sh [ʃ] da s·h [s]+[h], per esempio: deishar (lasciare) / des·har (disfare).
- nh [ɲ] versus n·h [n]+[h], per esempio: vinha (vigna) / in·hèrn (inferno).

Anche se considerato un errore di sillabazione il punto è frequentemente usato quando il punto mediano non è disponibile: des.har, in.hèrn. L'uso del • punto elenco (•) è considerato esteticamente brutto.
Anche nell'occitano medievale il simbolo [·] fu usato per evidenziare alcune elisioni, in maniera simile all'apostrofo moderno.

### Shaviano
Nell'alfabeto shaviano, il punto mediano viene usato prima della parola che denota un nome proprio.

### Taiwanese
Nella scrittura pe̍h-ōe-jī del taiwanese, il punto mediano è usato come soluzione per il segno diacritico punto superiore destro in quanto molte delle vecchie codifiche non supportavano questo segno. L'Unicode non ha supportato questo segno fino al giugno 2004. Anche i nuovi font lo supportano nativamente; comunque la pratica di utilizzare il punto mediano continua ad esistere. Storicamente fu ottenuto nel tardo XIX secolo da un'antica «o» barrata con una coda arricciata, adattata alla macchina per scrivere.

## In matematica e scienze
Nelle pubblicazioni britanniche precedenti alla metà degli anni 1970, in particolare nei testi scientifici e matematici, il punto decimale veniva comunemente stampato come un punto mediano. Quando la moneta inglese fu convertita alla forma decimale nel 1971, i comunicati ufficiali avvertivano di scrivere la parte decimale con un punto alzato (in questo modo: £21·48) e di usare il punto decimale «sulla linea» solo quando le costrizioni tipografiche lo rendevano inevitabile. La successiva larga introduzione di macchine per scrivere elettroniche e di calcolatrici è stata probabilmente la maggiore responsabile del declino del punto alzato, anche se può essere talvolta incontrato nei circoli accademici (ad esempio 
Cambridge University 2006) ed è comunemente usato dagli insegnanti di matematica nelle scuole inglesi.
In matematica, un piccolo punto mediano viene usato per rappresentare la moltiplicazione; ad esempio x ∙ y indica il prodotto di x e y. Quando si lavora con gli scalari è intercambiabile con il simbolo di prodotto: x ⋅ y ha lo stesso significato di x × y. Invece quando si usano i vettori, l'uso del punto mediano (usato per il prodotto scalare) è diverso dal simbolo a croce (per il prodotto vettoriale). Questo utilizzo in Unicode ha il proprio carattere designato con la codifica U+2219 (∙), è denominato bullet operator. Viene qualche volta usato per indicare l'«AND» nella logica matematica, ciò è dovuto alla relazione tra queste due operazioni. Nelle situazioni dove il punto mediano è usato come punto decimale (come detto sopra, da molti insegnanti di matematica in alcuni paesi), come segno di moltiplicazione è usato il «punto fermo» [.].
Nei computer, il punto mediano è usato per indicate lo spazio da vari software come la videoscrittura, la grafica, il web layout, il desktop publishing, o i programmi di sviluppo software. Ciò permette all'utente di vedere dove si trova lo spazio nel documento e quale dimensione di spazio sono usate, infatti essendo lo spazio normale, le tabulazioni e gli spazi unificatori invisibili sono indistinguibili uno dall'altro.
Inoltre, è usato per colorare o applicare il grassetto-sottolineato-corsivo ai testi in Messenger Plus! Live (esempio: ·$0,1 colora il testo di bianco, con nero).
In chimica, il punto mediano è usato per separare le parti delle formule di composti addizionati, miscugli di sali o soluzioni (soprattutto gli idrati) come il rame(II) solfato pentaidrato, CuSO4 · 5H2O.

## Simboli simili
| Simbolo | Entity del carattere | Entity numerica | Codifica Unicode | Note                                            |
| ------- | -------------------- | --------------- | ---------------- | ----------------------------------------------- |
| ·       | &middot;             | &#183;          | U+00B7           | interpunto, punto mediano                       |
| ·       |                      | &#903;          | U+0387           | ano teleia greco                                |
| ⋅       | &sdot;               | &#8901;         | U+22C5           | operatore punto (matematica)                    |
| •       | &bull;               | &#8226;         | U+2022           | punto elenco, anche usato per indicare le liste |
| ‧       |                      | &#8231;         | U+2027           | punto trattino                                  |
| ・      |                      | &#12539;        | U+30FB           | punto mediano katakana a larghezza intera       |
| ･       |                      | &#65381;        | U+FF65           | punto mediano katakana a metà larghezza         |
| ּ        |                      | &#1468;         | U+05BC           | Punto ebraico dagesh o mapiq                    |

Alcuni caratteri nella colonna Simbolo, presenti sopra, potrebbero non essere visualizzati correttamente in tutti i browser.